# Geopolitikens grunder
Geopolitikens grunder (eng. The Foundations of Geopolitics) är en bok från 1997 skriven av den ryske analytikern Aleksandr Dugin. Den beskriver hur Ryssland enligt Dugin bör agera geopolitiskt för att stärka sin position i framtiden. Boken anses allmänt vara pseudovetenskaplig.